# Aethopyga jefferyi
El suimanga montano o suimanga de Jeffery (Aethopyga jefferyi) es una especie de ave paseriforme de la familia Nectariniidae endémica del norte de Filipinas. Anteriormente se consideraba una subespecie del suimanga submontano (Aethopyga pulcherrima).

## Distribución y hábitat
Se encuentra únicamente en la isla de Luzón, en las Filipinas. Su hábitat natural son los bosques húmedos tropicales de montaña.